# Malcolm Wiseman
Malcolm Edward "Red" Wiseman (Winnipeg, 12 de julho de 1913 - 11 de abril de 1993) foi um basquetebolista canadense que integrou a Seleção Canadense de Basquetebol que conquistou a Medalha de Prata nos XI Jogos Olímpicos de Verão em 1936 realizados em Berlim na Alemanha nazista.

## Biografia
Nascido em Winnipeg, Manitoba, Wiseman mudou-se para Ontário ainda bem jovem e no ensino médio começou a jogar basquetebol. Em 1933 foi o capitão da equipe de sua escola no título do Dominion Inter-Scholastic Basketball  em Saint John, New Brunswick, depois disso estudou e jogou em Detroit. Voltando para o Canadá jogou no Windsor V8  e treinou uma equipe feminina que  conquistou o vice-campeonato distrital em 1935. Em 1936 foi campeão canadense pelo Windsor V-8 e conquistou a oportunidade de representar o Canadá nos Jogos Olímpicos.  Após os Jogos Olímpicos, Wiseman jogou em duas equipes no campeonato de Ontário: Windsor Alumni em 1937, 1939 e 1940 e o Moose Lodge em 1938, sendo que em 1937 e 1939 foram campeões canadenses do Leste.
A partir de 1948 tornou-se treinador em Windsor e aposentou-se em 1963, ano que também foi homenageado com o prêmio Detroit-Windsor Freedom Festival por suas contribuições ao esporte. Em 1975 recebeu o Prêmio ao Mérito da Associação Nacional dos Treinadores de Basquetebol. Em 1961, Wiseman e os outros membros da equipe Medalha de Prata nos Jogos Olímpicos de 1936 foram iniciados como membros no Hall da Fama do Basquetebol Canadense no Museu Naismith.

## Estatísticas na Seleção Canadense
Wiseman participou de todas as 6 partidas que a Seleção Canadense disputou nos Jogos Olímpicos de 1936.
| Evento      | Idade | Data      | Resultado       | Pts |
| ----------- | ----- | --------- | --------------- | --- |
| Berlim 1936 | 27    | 7/8/1936  | CAN 24 - 17 BRA | 0   |
| Berlim 1936 | 27    | 9/8/1936  | CAN 34 - 23 LAT | 0   |
| Berlim 1936 | 27    | 11/8/1936 | CAN 27 - 9 SUI  | 3   |
| Berlim 1936 | 27    | 12/8/1936 | CAN 43 - 21 URU | 0   |
| Berlim 1936 | 27    | 13/8/1936 | CAN 42 - 15 POL | 8   |
| Berlim 1936 | 27    | 14/8/1936 | CAN 8 - 19 EUA  | 1   |